# Brněnská diecéze Církve československé husitské

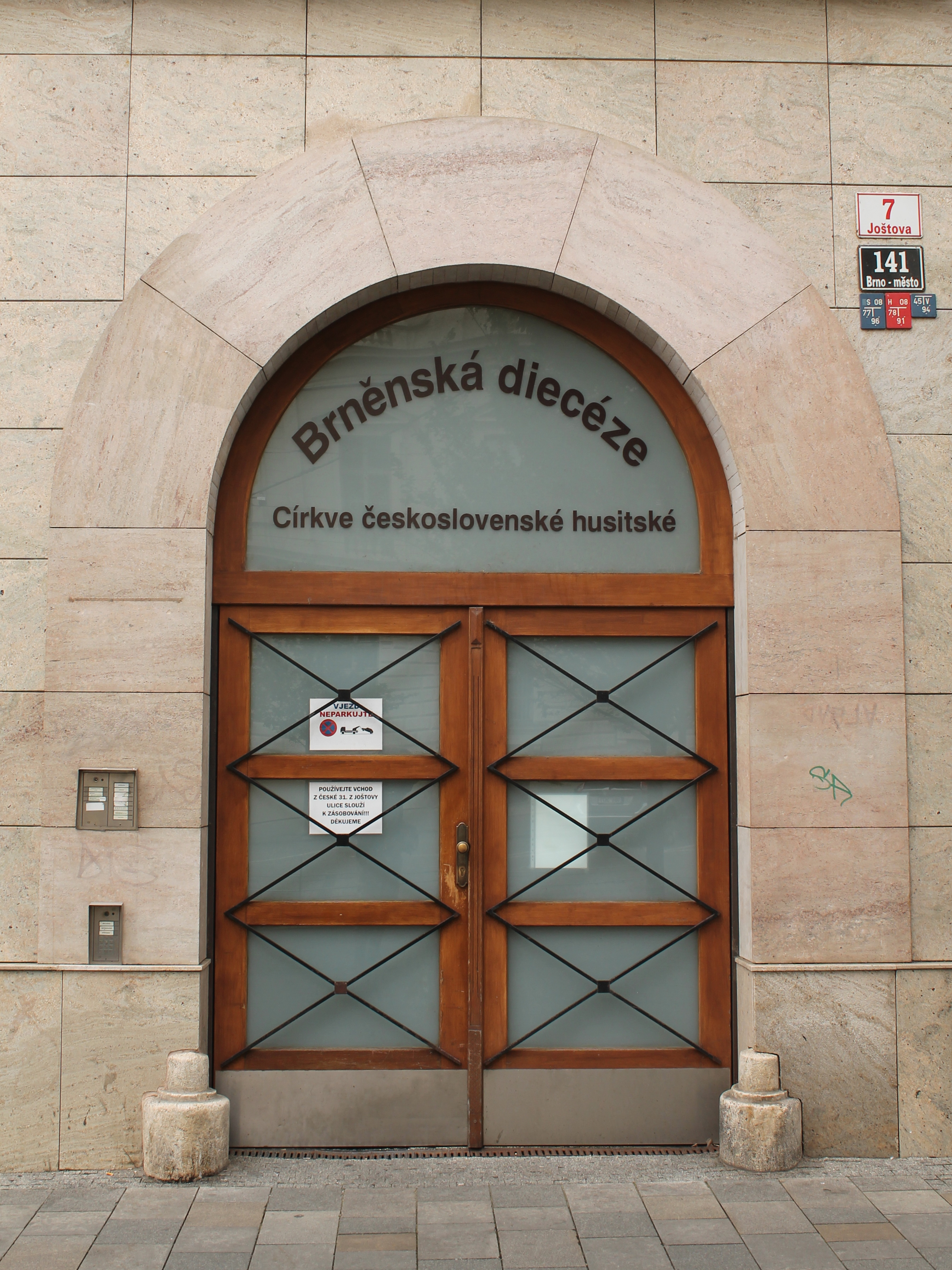
Sídlo brněnské diecéze CČSH v Brně

Brněnská diecéze Církve československé husitské je jedna z šesti diecézí Církve československé husitské, působících na území České a Slovenské republiky. Vznikla na základě rozhodnutí III. řádného sněmu CČS v roce 1950 vydělením z olomoucké diecéze. Její biskup sídlí v Brně, od roku 2013 zastává tento úřad Juraj Jordán Dovala. Brněnskou diecézi tvoří 3 vikariáty s 38 náboženskými obcemi, kancelář diecézní rady má sídlo v Brně v domě Joštova 141/7.

## Seznam biskupů
- Václav Janota (1950–1970)
- Karel Pudich (1971–1981)
- Rudolf Medek (1981–1988)
- Vratislav Štěpánek (1989–1999; v letech 1991–1994 též patriarcha Církve československé husitské)
- Petr Šandera (1999–2013)
- Juraj Jordán Dovala (2013–dosud)

## Vikariáty a náboženské obce

### Vikariát Brno
- Blansko (ul. Rodkovského, dřevěný kostel)
- Brno (ul. Botanická, Husův sbor)
- Brno II (ul. Nové sady)
- Brno-Černovice (ul. Olomoucká)
- Brno-Královo Pole (ul. Svatopluka Čecha, Husův sbor)
- Brno-Maloměřice (ul. Selská)
- Brno-Řečkovice (ul. Vážného, Sbor Páně)
- Brno-Tuřany (ul. Vítězná, Husův sbor)
- Brno-Žabovřesky (ul. Mezníkova, Husův sbor)
- Brno-Židenice (Karáskovo nám., Chrám Spasitele)
- Kuřim (ul. Farského, Sbor Dr. Karla Farského)
- Moravská Třebová (ul. Dr. Jánského)
- Pěnčín (kostel svatého Cyrila a Metoděje)
- Prostějov (ul. Demelova, Husův sbor)
- Slavkov u Brna (ul. Jiráskova)
- Střelice u Brna (ul. Úvoz)
- Vyškov (ul. Havlíčkova, Sbor Dr. Karla Farského)
- Znojmo (ul. Chelčického)

### Vikariát Východní Morava
- Břeclav
- Bzenec
- Hodonín
- Hovorany
- Kroměříž
- Kvasice
- Kyjov
- Morkovice
- Uherský Brod
- Zborovice
- Zlín

### Vikariát Vysočina
- Havlíčkův Brod
- Hrotovice
- Humpolec
- Chotěboř
- Jihlava
- Ledeč nad Sázavou
- Náměšť nad Oslavou
- Třebíč
- Žďár nad Sázavou 3